# Paige Hauschild
Paige Hauschild (* 17. August 1999) ist eine ehemalige Wasserballspielerin aus den Vereinigten Staaten. Sie gewann einen Titel bei Olympischen Spielen, zwei Titel bei Weltmeisterschaften sowie einen Titel bei Panamerikanischen Spielen.

## Sportliche Karriere
Paige Hauschild gewann 2018 mit der Mannschaft der University of Southern California die Meisterschaft der National Collegiate Athletic Association.
Hauschild wurde mit dem jeweiligen US-Team Fünfte bei der Jugendweltmeisterschaft 2016 und der Juniorenweltmeisterschaft 2017. Ebenfalls 2017 debütierte Hauschild in der Nationalmannschaft. Bei der Weltmeisterschaft 2017 in Budapest besiegte das US-Team im Viertelfinale die Australierinnen, im Halbfinale die Russinnen und im Finale die Spanierinnen. Zwei Jahre später bei der Weltmeisterschaft 2019 in Gwangju gewann die Mannschaft aus den Vereinigten Staaten im Viertelfinale die Griechinnen und im Halbfinale die Australierinnen Im Endspiel gegen die Spanierinnen siegten die US-Frauen mit 11:6, Hauschild erzielte im Finale einen Treffer. Einen Monat später erspielte die US-Mannschaft den Titel bei den Panamerikanischen Spielen in Lima, wobei sie im Finale mit 24:4 gegen die Kanadierinnen gewann.
Bei den 2021 ausgetragenen Olympischen Spielen in Tokio schlugen die Spielerinnen aus den Vereinigten Staaten die Kanadierinnen im Viertelfinale und die Russinnen im Halbfinale. Dann trafen die Mannschaften aus den Vereinigten Staaten und aus Spanien wieder im Finale aufeinander, die Amerikanerinnen siegten mit 14:5. Hauschild hatte ihre sechs Turniertore in der Vorrunde erzielt. Nach dem Gewinn der olympischen Goldmedaille beendete Hauschild ihre internationale Laufbahn.